# Tinea grandella
Tinea grandella is een vlinder uit de familie van de echte motten (Tineidae). De wetenschappelijke naam van de soort werd in 1794 gepubliceerd door Johann Christian Fabricius. Als typelocatie gaf hij "India orientalis" op.